# Menhir von Gerbstedt
Der Menhir von Gerbstedt (auch Hoyerstein oder Löchriger Stein genannt) ist ein Menhir bei Gerbstedt im Landkreis Mansfeld-Südharz in Sachsen-Anhalt.

## Lage

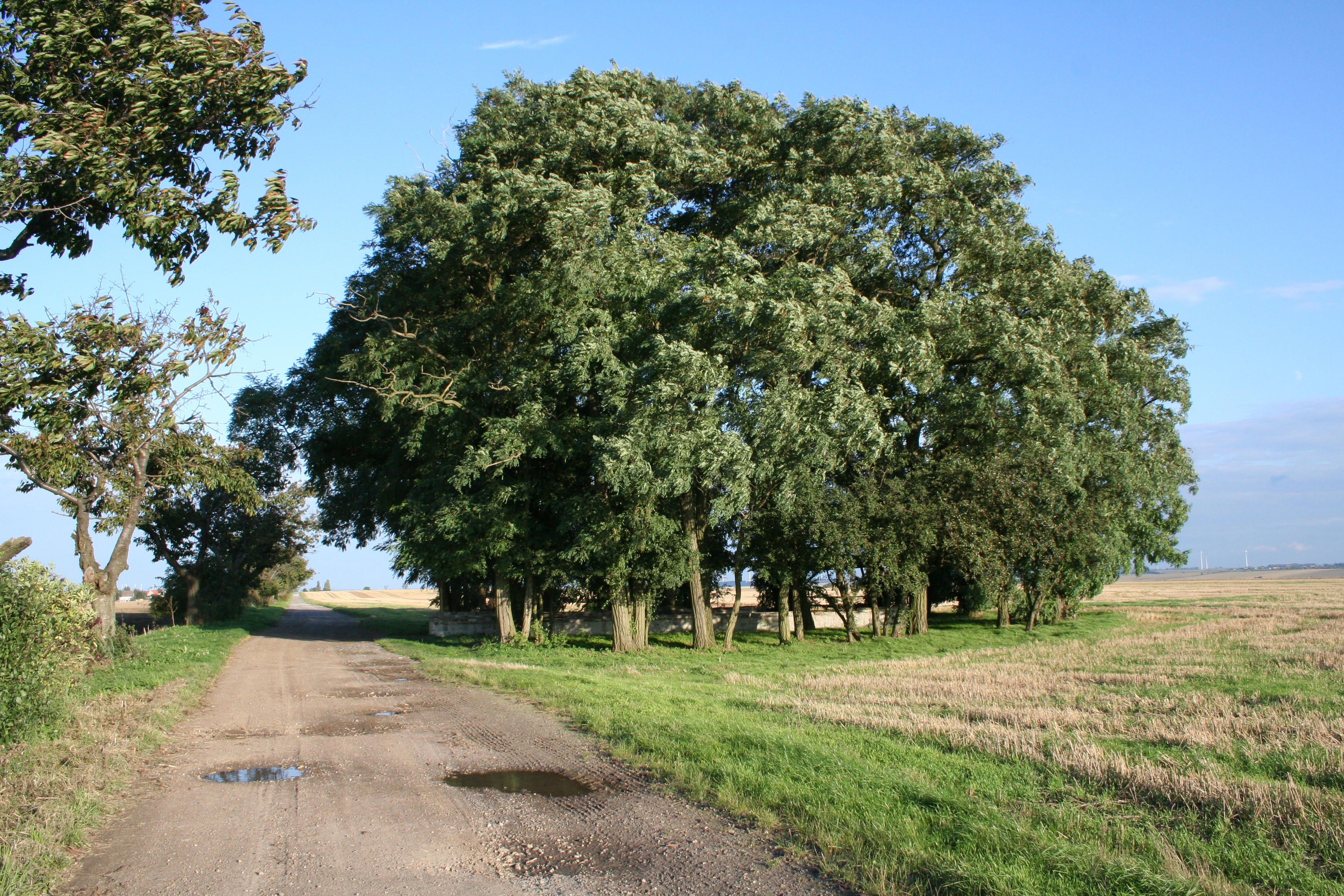
Der Standort des Steins

Der Stein befindet sich etwa 1,25 km westlich von Gerbstedt, an der Südseite eines Feldwegs in einem kleinen Hain. Hierher wurde er allerdings erst 1898 umgesetzt. Ursprünglich stand er etwa 100 m weiter südlich auf dem Gebiet der Wüstung Dankendorf. Bei der Umsetzung wurde 2 m neben dem ursprünglichen Standort ein Steinkistengrab entdeckt.

## Beschreibung

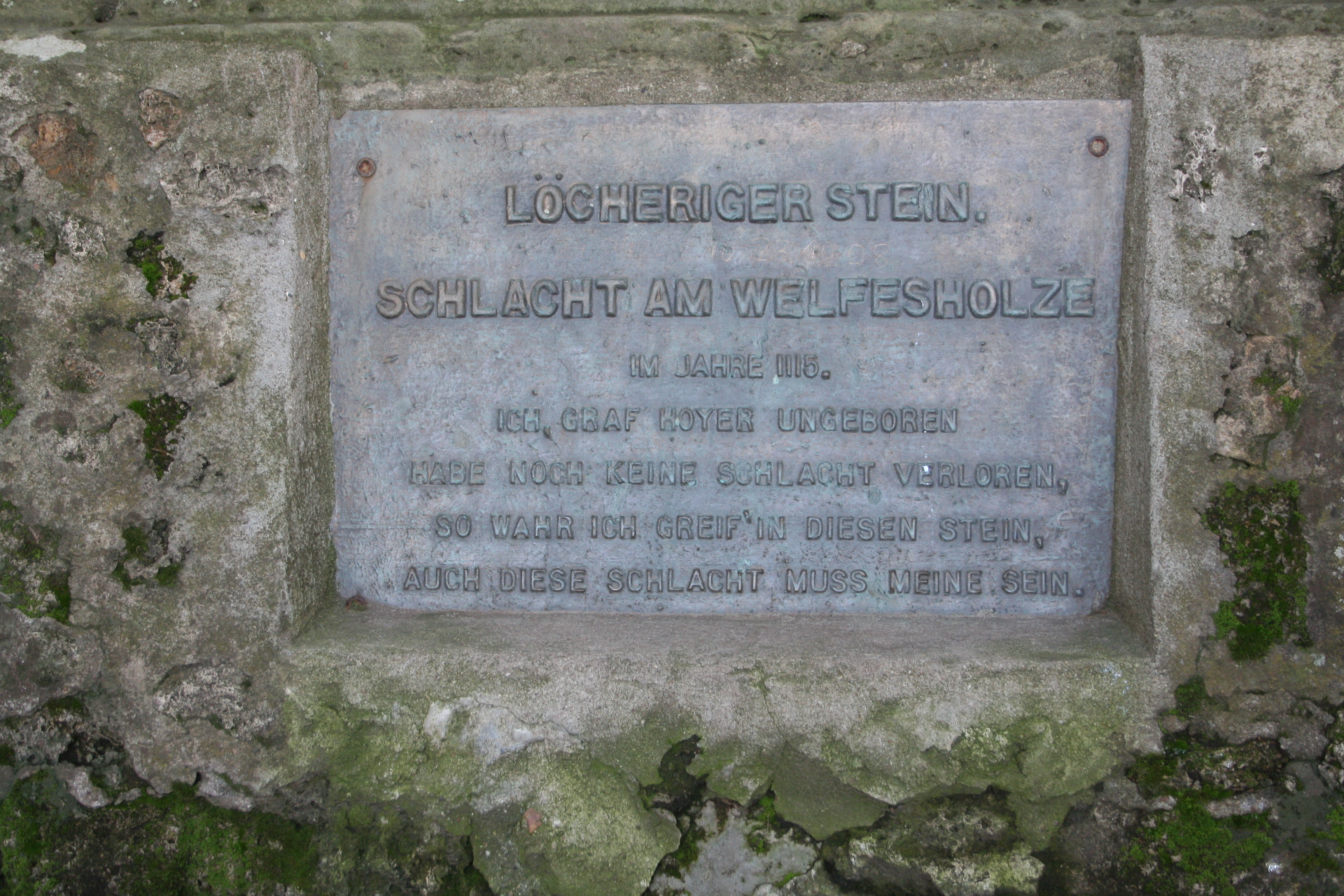
Die Inschrift auf dem Sockel

Der Menhir besteht aus Braunkohlenquarzit und ist auf einer Seite stark verwittert, auf der anderen hingegen glatt. Seine Höhe beträgt 110 cm, die Breite 100 cm und die Tiefe 35 cm. Der Stein hat in etwa die Form einer rechteckigen Platte, weist aber an einer Seite eine Ausbuchtung am oberen Ende auf. Mittig in der oberen Hälfte befindet sich ein offenbar natürlich entstandenes, künstlich erweitertes Loch mit einer Höhe von 14 cm und einer Breite von 9 cm. An seinem heutigen Standort ist er in einen Sockel eingelassen und dient dem Gedenken an den in der Schlacht am Welfesholz gefallenen Grafen Hoyer I. von Mansfeld. Die Aufschrift des Sockels lautet:

„Löcheriger Stein.
Schlacht am Welfesholze
im Jahr 1115.
Ich, Graf Hoyer ungeboren,
habe noch keine Schlacht verloren,
so wahr ich greif’ in diesen Stein,
auch diese Schlacht muss meine sein.“

Funde aus der Umgebung des Steins stammen aus der Bandkeramik, der Bernburger Kultur, der Walternienburger Kultur, der Schnurkeramikkultur, der Vollbronzezeit, dem slawischen Frühmittelalter und dem Mittelalter.

## Der Menhir in Sagen und Brauchtum

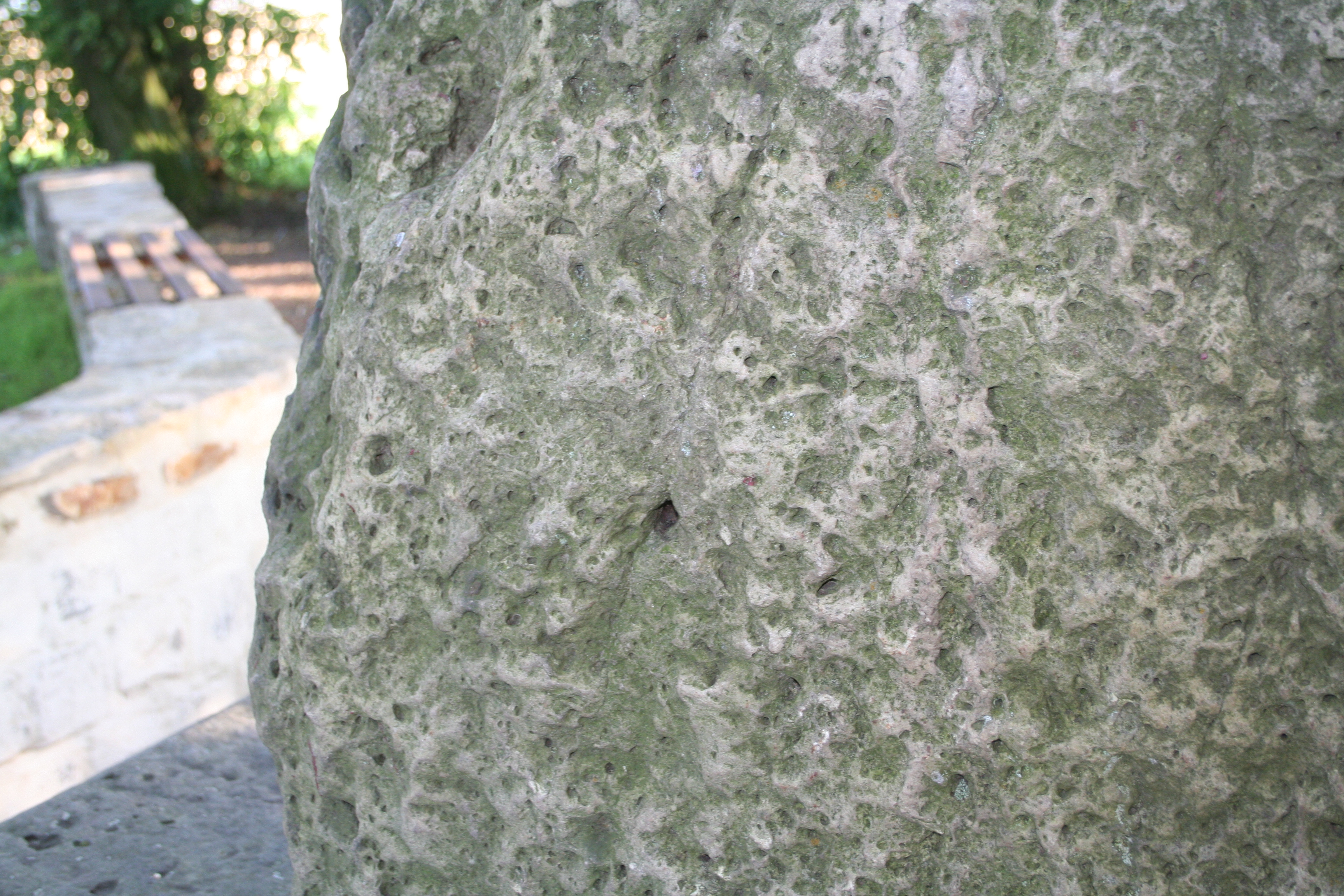
Einschlaglöcher von Nägeln

Um den Menhir rankt sich die unter anderem von den Brüdern Grimm überlieferte Sage, dass es im Vorfeld der Schlacht am Welfesholz ein Gewitter gab und der Stein deshalb ganz weich geworden sei. Graf Hoyer konnte deshalb mit seiner Hand in den Stein hineingreifen und schwor, so wahr er in den Stein greifen könne, so müsse er auch die bevorstehende Schlacht gewinnen.
Im Zusammenhang mit dem Glauben, Gewitter würde Steine weich machen, steht auch die Verwendung des Menhirs als Nagelstein. Nägel konnten angeblich nur bei Gewitter in Steine eingeschlagen werden. Waldtraut Schrickel konnte in den 1950er Jahren noch auf allen Seiten des Menhirs eingetriebene Nägel feststellen. Mittlerweile sind diese aber vollständig entfernt worden.